# Phantastischer Realismus
Der Phantastische Realismus bezeichnet eine aus dem Surrealismus Hans Bellmers und Salvador Dalís entwickelte und auch vom Magischen Realismus beeinflusste Stilrichtung der Malerei. Sie entstand nach dem Zweiten Weltkrieg besonders in den deutschsprachigen Ländern sowie den Niederlanden, wo deren Vertreter häufig noch traumatisch von den Schrecken des Zweiten Weltkriegs geprägt waren. Kennzeichnend ist die „subtile Ausarbeitung manieristisch wirkender, grotesk-figürlicher Motive, deren phantastische Bildsprache auch oft erotische Tendenzen aufweist“; die Motive werden häufig dem Alten Testament, der Apokalypse sowie der Mythologie und Träumen entlehnt.
Damit unterscheidet sich der Phantastische insbesondere gegenüber dem als Strömung der Neuen Sachlichkeit geltenden Magischen Realismus. Dieser arbeitet in aller Regel mit der Wirklichkeit entnommenen Gegenständen, bei denen etwa durch Verfremdung von Perspektive und Proportionen, von Farbgebung und Beleuchtung eine „Beschwörung der Dinge in ihrer Vereinzelung im Raum“ stattfindet und eine neue, über das reale Geschehen hinausgehende Bildaussage entsteht. Der Hauptunterschied zum Surrealismus wird dagegen darin gesehen, dass die Surrealisten mit einer Art Automatismus einen rein intuitiven Zugang zur Kunst propagierten, während der Phantastische Realismus auf einen zielgerichteten und durchdachten Schöpfungsakt setze.

## Wiener Schule
Große Bedeutung genießt insofern die Wiener Schule des Phantastischen Realismus. Ihre Vertreter malten manieristisch „Bildsujets aus mythischen Themen, kosmischen Träumen, alttestamentarischen Fabeln und apokalyptischen Visionen“. Typisch für sie ist somit Feinmalerei in einem psychologisierenden Stil, der auch surrealistische Elemente aufnahm. Die Werke waren weder rein abstrakt noch starr realistisch.
Zur Wiener Schule werden folgende Künstler gerechnet:
- Kerngruppe: Arik Brauer, Ernst Fuchs, Rudolf Hausner, Wolfgang Hutter und Anton Lehmden
- Weiterer Kreis: Fritz Aigner, Herbert Benedikt,[5] Emmy Cero-Friedl, Robert Ederer, Helmut Heuberger, Peter Klitsch, Anton Krejcar, Helmut Leherb, Franz Luby, Richard Matouschek, Karlheinz Pilcz, Kurt Regschek, Ludwig Schwarzer, Gerhard Swoboda, Elsa Olivia Urbach
- „Zweite Generation“: Franz Bayer, Josef Bramer, Michael Coudenhove-Kalergi, Manfred Ebster, Roman Haller, Ernst Handl, Axel Litschke, Peter Proksch, Norbert Steffek

Enge Beziehung der Wiener Schule bestehen auch zu Friedensreich Hundertwasser.

## Metarealisten
Als „Metarealisten“ wurde eine Gruppe von sieben niederländischen Malern um Johfra Bosschart bezeichnet. Den Begriff prägte Hein Steehouwer, der langjährige Feuilletonchef des Haarlems Dagblad in seinem Werk Sieben Metarealisten von 1974. Hiernach handelt es sich um Künstler, die in ihrem Schaffen eine Ebene jenseits oder oberhalb der empirisch fassbaren Wirklichkeit abbilden. Neben Johfra selbst rechnete er zu dem Kreis dessen beiden Ehefrauen Diana Vandenberg und Ellen Lòrien sowie Victor Linford, Frans Erkelens, Johan Hermsen und zeitweise Han Koning. Nach Steehouwers Tod kam der Begriff „Metarealismus“ außer Gebrauch und wurde durch Phantastischer Realismus ersetzt.
Zum Metarealismus rechnet sich selbst auch der russische Künstler Viktor Bregeda.

## Weitere Vertreter
Weitere Vertreter des Phantastischen Realismus sind u. a. Peter Ackermann, Zorica Nikolic Aigner, Lorenzo Alessandri, Angerer der Ältere, Hans Bellmer, Gisela Breitling, Uwe Bremer, Peter Collien, Otfried H. Culmann, Herbert Duttler, Edgar Ende, Michael Engelhardt, HR Giger, Wolfgang Grässe, Otto S. Grewe, Johann-Dietrich Griemsmann, Fabius von Gugel, Joe Hackbarth, Thomas Häfner, Friedrich Hechelmann, Horst Janssen, Lutz R. Ketscher, Olga Knoblach-Wolff, Frank Kortan, Michael Maschka, Rainer Lukas Motz, Bernhard Rebmann, Carl-W. Röhrig, Johanna Schoenfelder, Wojtek Siudmak, Bruno Weber, Andreas Weische, A. Wiard Wiards, Carel Willink, Gerhard Wind, Wolfsmehl, Paul Wunderlich und Mac Zimmermann.

Gemälde des Phantastischen Realismus
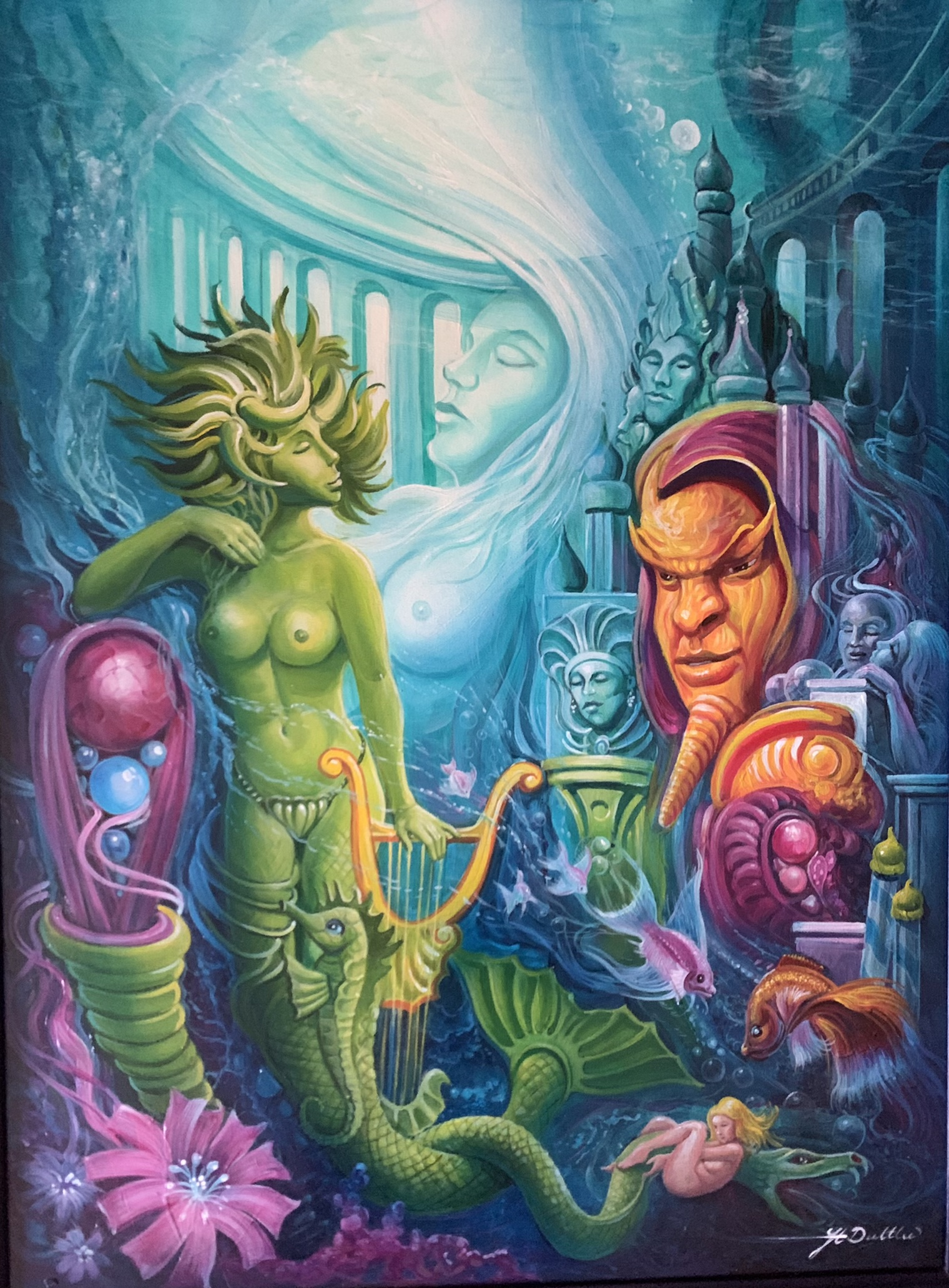
Unterwasserspiel der Seejungfrau von Herbert Duttler
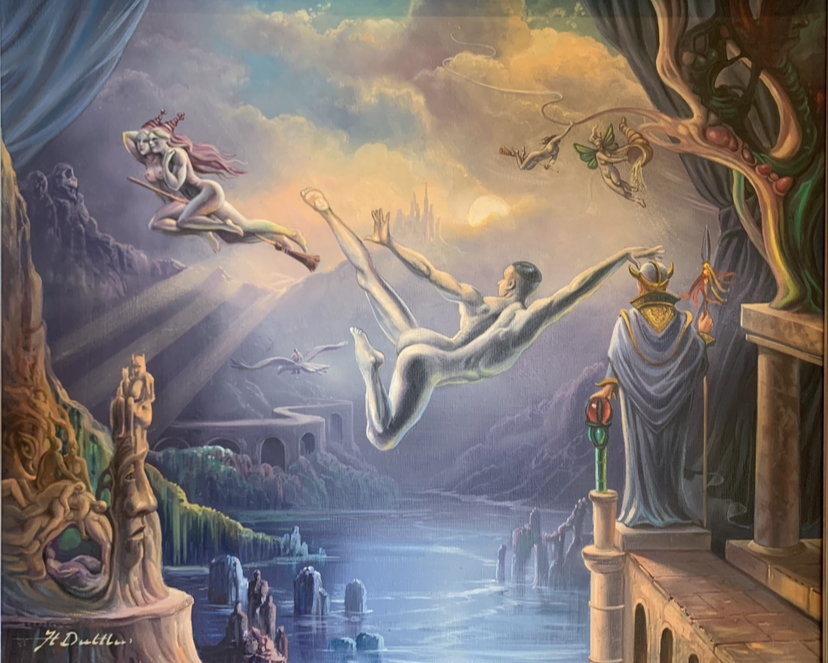
Traumtheater des Fliegens von Herbert Duttler
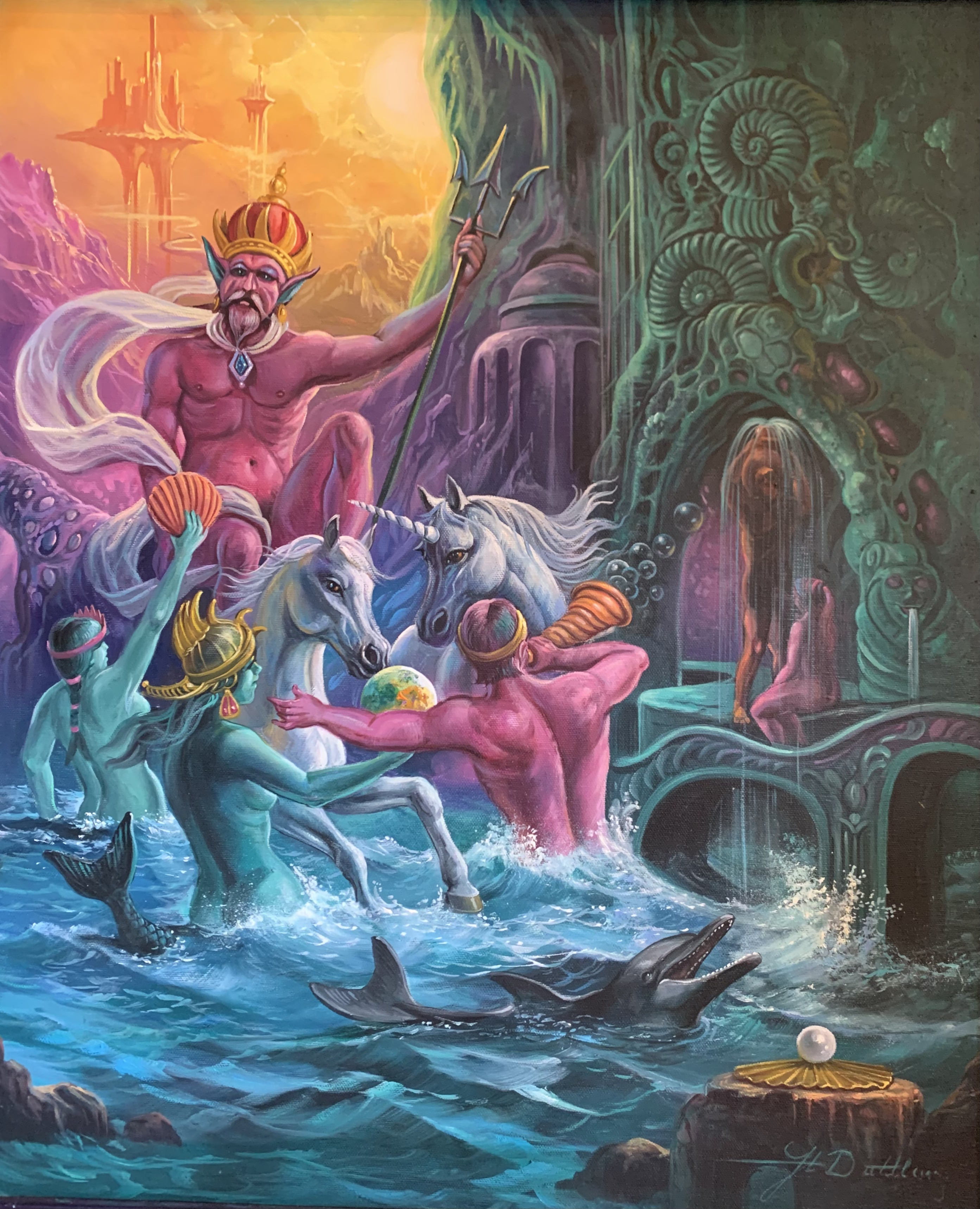
Neptun und seine Gespielinnen von Herbert Duttler

Phantastischer Realismus im öffentlichen Raum
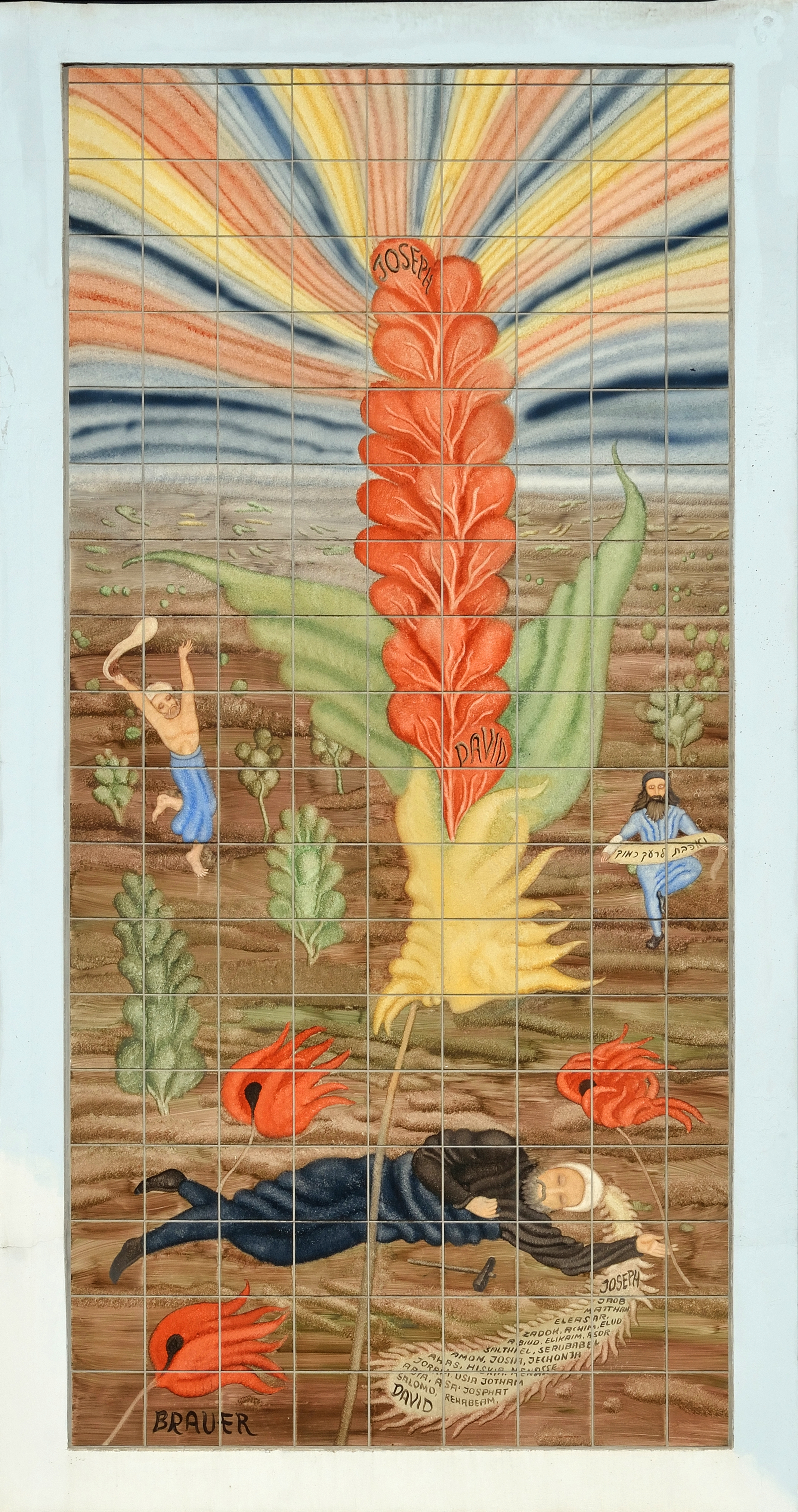
Keramikmalerei Josef träumt von Arik Brauer an der Pfarrkirche am Tabor in Wien
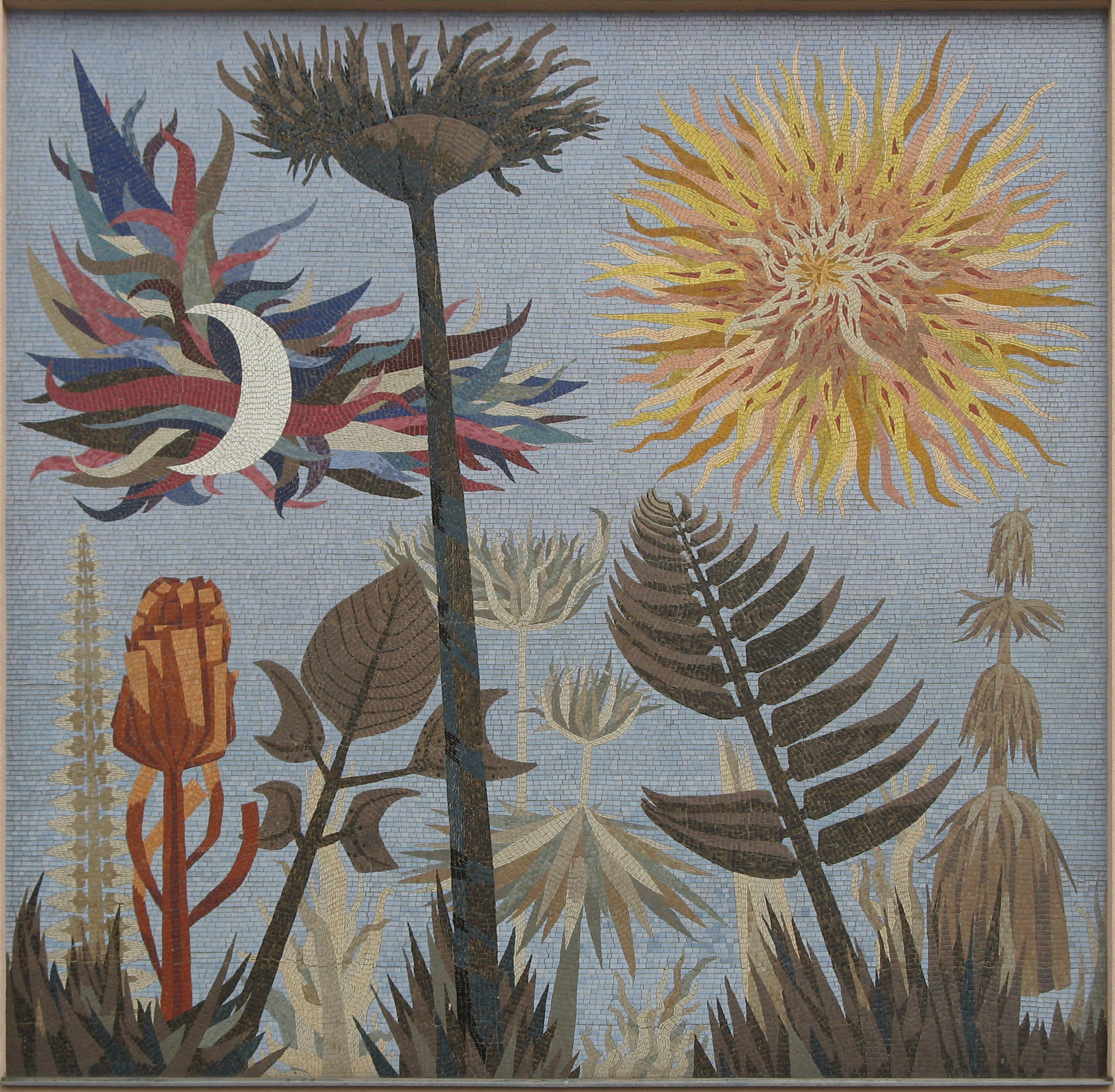
Mosaik Pflanzen und Gestirne von Wolfgang Hutter an der Wohnhausanlage Rotenhofgasse 80–84 in Wien
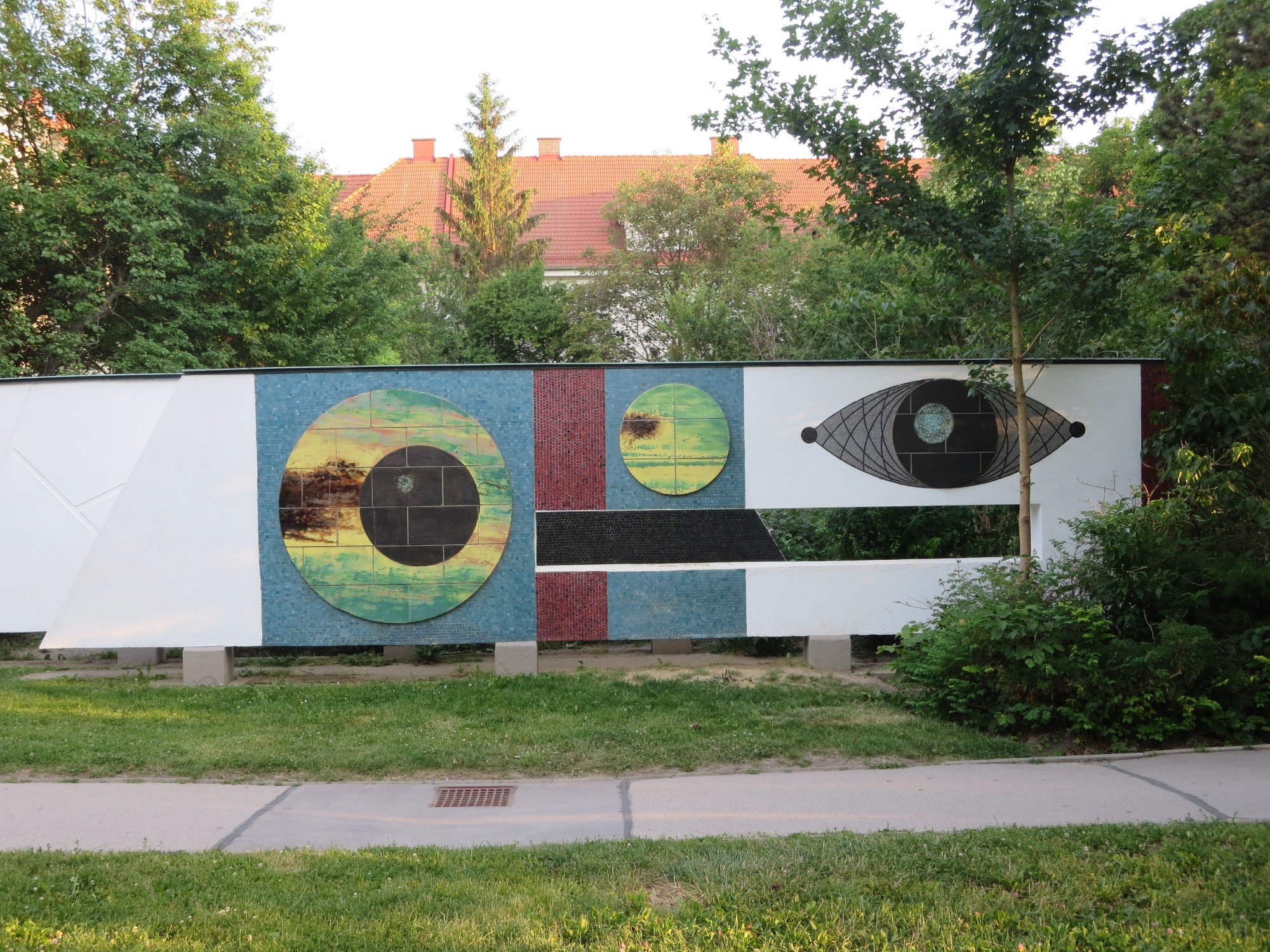
Glasmosaiken und Terrakotten Der Raum in dem wir leben von Rudolf Hausner in der Wohnhausanlage Justgasse 29 in Wien
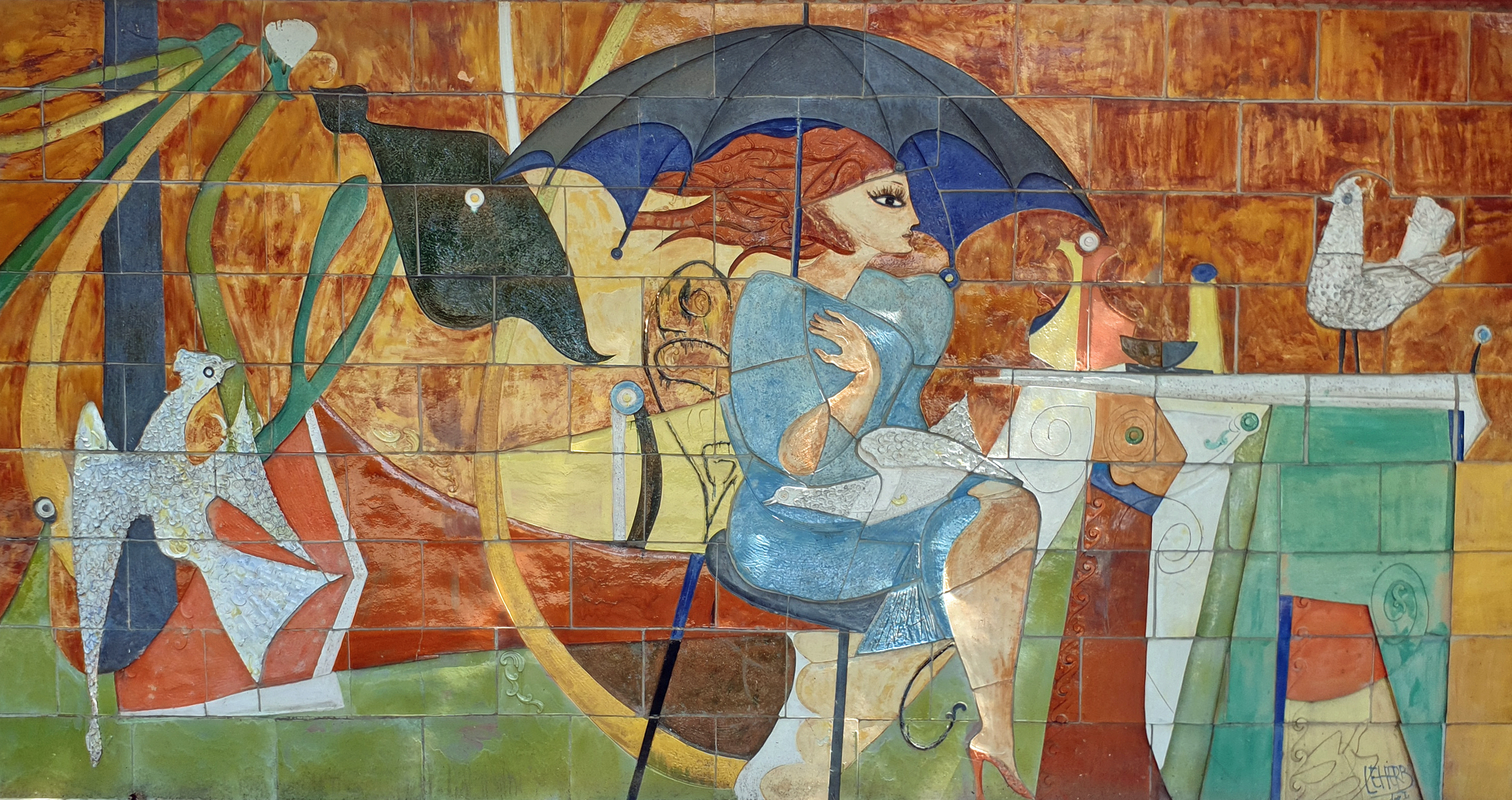
Keramikrelief Kaffeehausszene von Helmut Leherb im Donaupark in Wien
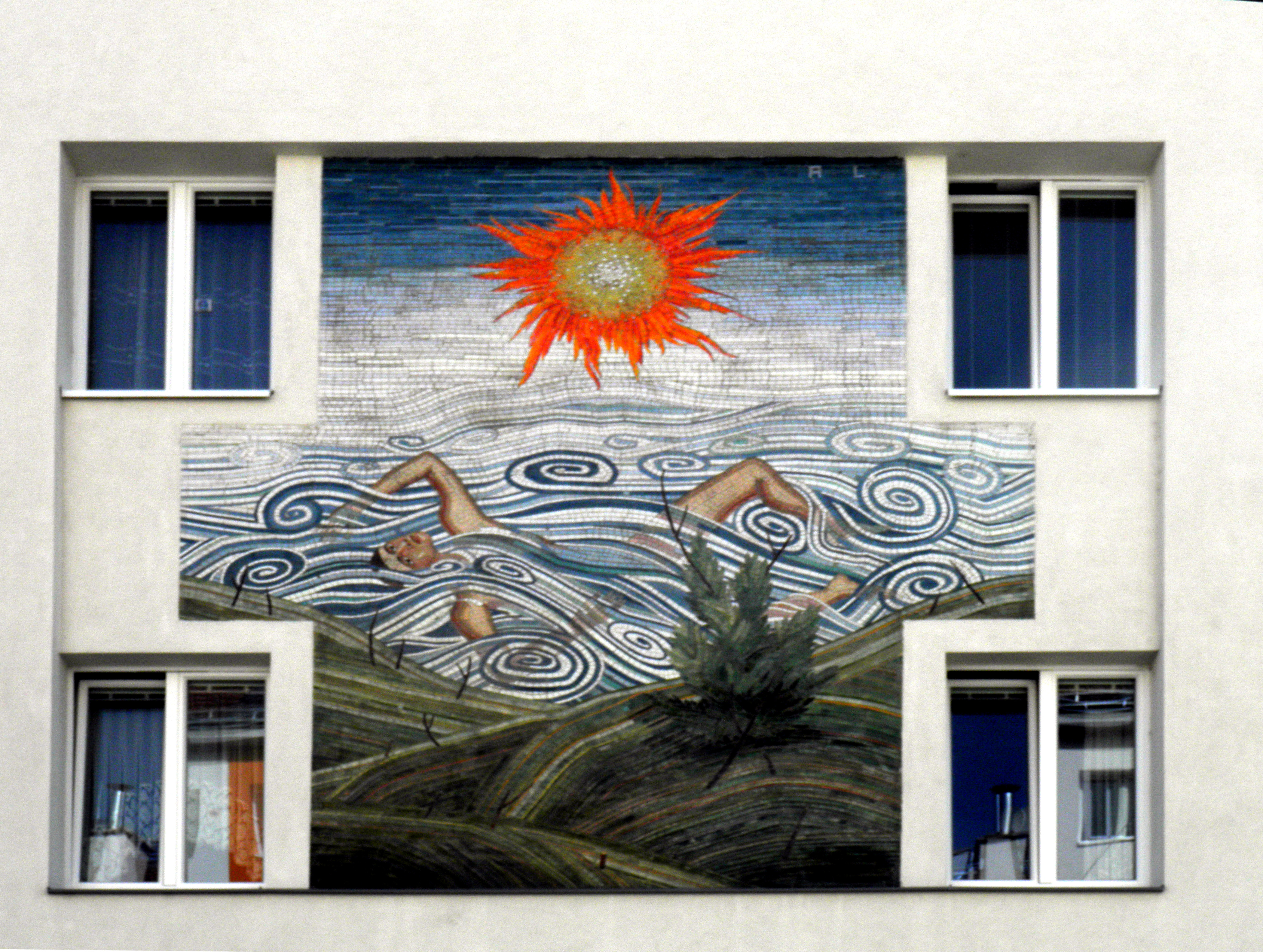
Mosaik Mittag von Anton Lehmden am Dag-Hammarskjöld-Hof in Wien
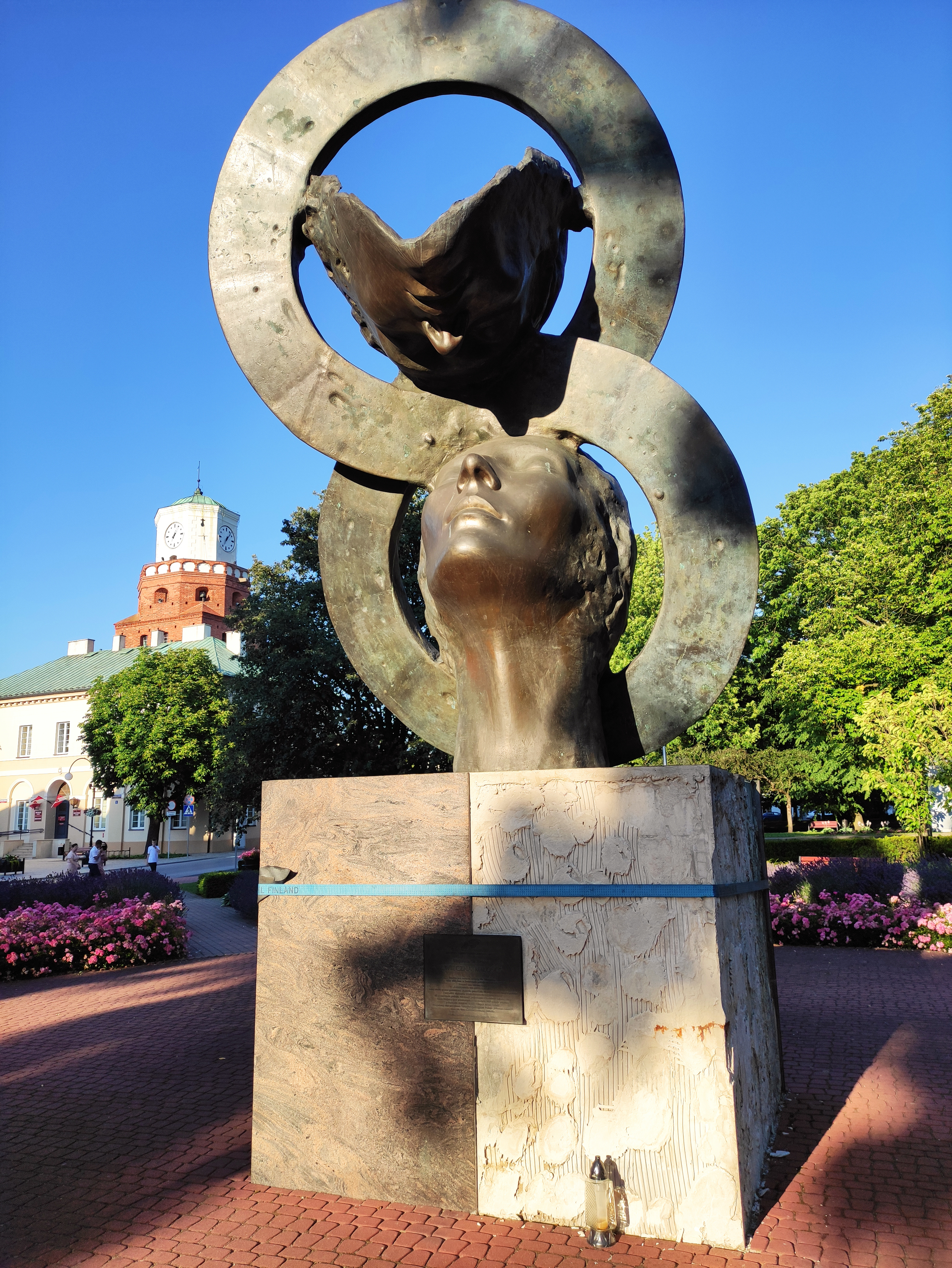
Skulptur Ewige Liebe von Wojtek Siudmak in Łódź